# Érzelmi Felszabadítás Technikája
Az Érzelmi Felszabadítás Technikája (angolul: Emotional Freedom Techniques, EFT) egy alternatív gyógymód és személyiségfejlesztő módszer. Az EFT elmélete szerint minden rossz érzést és betegséget a szervezet energiaáramlásának zavarai okoznak. Az EFT kezelés során az úgynevezett meridiánpontokat kopogtatják (ezek nem azonosak a meridiánnal) és pozitív megerősítéseket mondanak. Ez az eljárás az EFT gyakorlói szerint megváltoztatja a szervezet energiarendszerét és helyreállítja azt.

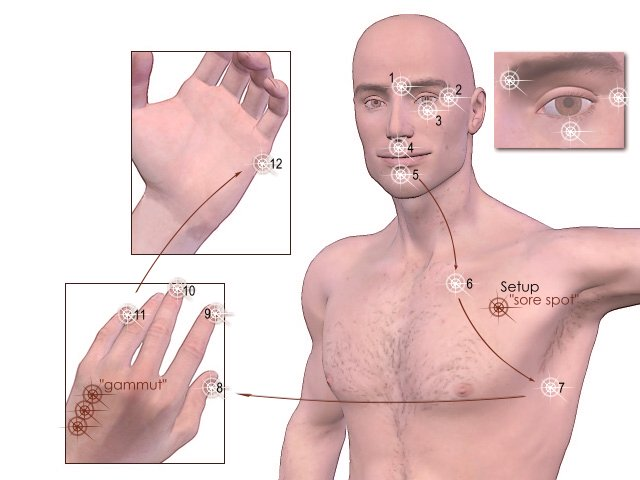
Meridián pontok

## Háttér
A technikát Gary Craig fejlesztette ki az 1990-es évek közepén. Eredetileg a Roger Callahan-féle Gondolatmező Terápiából (TFT) indult ki, de kísérletei során rájött arra, hogy nem szükséges tesztelni, hogy mely pontokat kell kopogtatni, ehelyett véletlenszerű eljárást alkalmazott. Ezért az EFT-ben nincs diagnosztizálás sem. Később kiderült, hogy a kopogtatási pontok sorrendje sem számít és a kopogtatások száma sem (elegendő 5-7 kopogtatás egy-egy ponton). Ezzel az EFT könnyen tanulhatóvá és laikusok számára is alkalmazhatóvá vált.

## Elmélet
Az EFT alkalmazói szerint a negatív tapasztalatainkból, vagy az elképzelt rossz eseményekből származó rossz érzéseink eltüntetéséhez nem elegendőek az orvostudomány eddig használatos technikái, mivel ezek alkalmazásával az „energiarendszer” nem áll helyre. Ehelyett az „energiazavar” megszüntetésére kell koncentrálni. A problémára összpontosítva és az „energiaáramlás csatornáinak végződéseit” ütögetve ezeket a zavarokat oldjuk fel, melynek eredményeként sokszor percek alatt megszűnnek olyan lelki problémák, melyek gyógyítása hagyományos módszerekkel lehetetlen vagy lassú.
Az EFT alkalmazói azt állítják, hogy az EFT hatékony segítséget nyújt a depresszió, a szorongás, a poszttraumatikus stressz szindróma, a stressz, a függőségek és a fóbiák, a szklerózis multiplex és lényegében minden betegség kezelésében „az egyszerű megfázástól a rákig”. Ezeket az eseteket több mint 10 000 esettanulmányban ismertetik.
Ugyanakkor alkalmazói szerint a technika bármilyen érzelmi probléma kezelésére alkalmas, így nem csak a gyógyításban, hanem a személyiségfejlesztésben, a sportteljesítmény javításában, az iskolai nevelésben, az önértékelés fejlesztésében és számos más területen is alkalmazható.

## Eljárás
Az alap EFT technika 8-14 speciális pontot használ, amik kapcsolatban vannak a meridiánokkal, melyeket a hagyományos kínai orvoslás iskoláitól vettek át. A pontok a kézen, illetve a testen találhatók.

## Hatékonyságvizsgálatok

### Wels és munkatársai vizsgálata
Wels és munkatársai 35 fóbiás beteget kezeltek EFT-vel. Eredményeik szerint a módszer egyetlen kezelés után is enyhítette a tüneteket, de a módszertani korlátok miatt nem vonhatók le mélyebb következtetések. A tanulmányt az Association for Comprehensive Energy Psychology (Szövetség a Fejlett Energiapszichológiai Módszerekért) támogatta.

### Waite és Holder kutatása
Waite és Holder 119 fóbiás egyetemistával foglalkozott. A vizsgálatot négy csoportban végezték: 
- az első csoport egy EFT kezelésben részesült,
- a második csoport szintén, azzal a különbséggel, hogy őket a kezükön kopogtatták, nem pedig a fejükön, ahogyan az EFT terapeuták általában dolgoznak,
- a harmadik csoport esetében nem a betegeket, hanem egy élettelen tárgyat (babát) kopogtattak ugyanazokon a pontokon,
- a negyedik csoportot arra kérték, hogy ők készítsenek egy játékot.

Minden résztvevő a saját érzései erősségéről is beszámolt a kezelés előtt és után. Az első három csoport kimutathatóan jobb eredményt ért el, mint a negyedik, nem kezelt csoport, de az első három csoport között nem volt statisztikai különbség. Az a csoport, amely egy babán keresztül kapta a kezelést, ugyanolyan jó eredményt ért el, mint amelyik hagyományos EFT kezelésben részesült.

### Rowe tanulmánya
Rowe és munkatársai 102 személynél több mutatóval mérték a distressz állapotát az EFT kezelés előtt és után. Eredményeik szerint a kezelés minden vizsgált dimenzióban csökkentette a distresszt, és az eltérés még fél évvel később is kimutatható volt.

### Dawson Church tesztje
Dawson Church és munkatársai 7 veteránnal dolgoztak, akik depresszióval, szorongással, poszttraumás stressz szindrómával és egyéb tünetekkel jelentkeztek. Az EFT kezelések hat napig, napi 2-3 órán keresztül tartottak. A kezeléseket követően 30 és 90 napos utánkövetéssel is tesztelték a résztvevőket. Church beszámolója szerint a páciensek teljesen tünetmentesek lettek, distressz állapotuk jelentősen csökkent, és három hónappal később is jobb eredményt értek el a Symptom Assesment 45 és Posttraumatic Stress Disorder – Military tesztekben. Az egyik vizsgálati személytől a kezelés során nyálmintát is vettek, amelyből egyórás EFT kezelés után kimutatható volt a kortizolszint 25%-os csökkenése. A kutatók szerint ezek az eredmények nem általánosíthatók, mert nem felelnek meg a klinikai vizsgálatok általános követelményeinek, és nem zárható ki, hogy a placebohatás okozta a megfigyelt javulást.

## EFT módszer elfogadottsága, jelene
Gary Craig 2010-ben történt nyugdíjba vonulása után, idejét arra szenteli, hogy kutassa az EFT további lehetőségeit. Véleménye szerint az EFT a nagymérvű elterjedtségének köszönhetően annak sok változata jött létre, ezért szükségesnek tartotta, hogy létrehozza azokat a standard feltételeket, melyek alapján bárki, aki új az EFT területén, képes legyen jól tájékozódni. Ez a hivatalos vagy "Official EFT".

## A módszer kritikája
A Skeptical Inquirer magazin, hivatkozva arra, hogy az EFT-vel kapcsolatban hiányoznak a konkrét bizonyítékok, vagy ha vannak, akkor személyes beszámolókon alapulnak, az EFT-t áltudománynak minősítette.
Gary Craig, a módszer kifejlesztője azt állítja, hogy a test bármely pontját kopogtatva hatással vagyunk az energia meridiánokra. A szkeptikusok szerint az EFT éppen ezért nem vizsgálható tudományos módszerekkel, így áltudomány. Az EFT-módszer szempontjából azonban irreleváns, hogy tudományról vagy áltudományról van-e szó, a módszer egyedüli létjogosultságát az adja, hogy hatékony-e a használata, és ha igen, akkor milyen mértékben hat.
Waite és Holder saját kutatásuk alapján állítják, hogy az EFT hatása nem az energiameridiánok befolyásolásán alapszik, mivel a módszer akkor is ugyanolyan mértékű javulást okozott, amikor a résztvevők testén nem alkalmaztak kezelést, csak végignézték, ahogyan egy emberformájú babát kezelnek. Így a megfigyelt javulás a placebohatásnak is betudható, ami ez esetben tömegesen előforduló, feltétlen placebót jelentene. Oliver Burkeman újságíró szerint az EFT elterelheti a figyelmet és így csökkentheti a stresszt. Craig ugyanakkor a kritikákra válaszul a placebokezelések etikus volta mellett érvelt.